# Cantemir (Moldavia)
Cantemir è una città della Moldavia, capoluogo del distretto omonimo di 61 300 abitanti .
È situata lungo il fiume Prut nella parte meridionale del paese a 126 km dalla capitale Chișinău.

## Storia
La fondazione della città risale al 6 aprile 1973. Venne abitata prevalentemente dai lavoratori della fabbrica di conserve "Prut", in attività dal novembre 1967. Fu chiamata così in onore dello scrittore moldavo Dimitrie Cantemir in occasione del terzo centenario della nascita. Dai ritrovamenti di scavi archeologici effettuati nel territorio comunale si suppone sia esistito un villaggio dopo la conquista della Dacia da parte dei romani.

## Società

### Evoluzione demografica
In base ai dati del censimento, la popolazione è così divisa dal punto di vista etnico:
| Etnia       | Abitanti | %     |
| ----------- | -------- | ----- |
| Moldavi     | 2.957    | 76,37 |
| Ucraini     | 154      | 3,98  |
| Russi       | 275      | 7,10  |
| Gagauzi     | 60       | 1,55  |
| Bulgari     | 320      | 8,26  |
| Rumeni      | 57       | 1,47  |
| Altre etnie | 49       | 1,26  |